# El teorema del mico (sèrie de televisió)
|  | «El teorema del mico» redirigeix aquí. Si cerqueu el que es refereix a micos teclejant fins a l'infinit per produir un text concret, vegeu «Teorema dels micos infinits». |

El teorema del mico és una sèrie per a televisió, de nou capítols, de falsos documentals que en cada episodi plantegen una història a mig camí entre la crítica, la ironia, la ficció i la realitat, amb la voluntat de despertar “cert sentit crític” dels espectadors. La sèrie és una producció de TV3, del 2022, produïda per La Kaseta Ideas Factory, amb la col·laboració de l'Institut Català de les Empreses Culturals.
Tal com en el seu moment van explicar Xumari Roca i Gil Pratsobrerroca, els directors i pares de la idea, aquesta va sorgir durant el confinament per COVID, tot i que existia un guió des de 2014. Amb la proposta madura, la van presentar a la productora La Kaseta, que hi va veure “possibilitats d’anar més enllà de la ironia” i que la barreja de realitat i ficció —també en els personatges— era tot un símbol de l’època de les fake news, en què qualsevol cosa pot resultar creïble, van agafar la idea original per acabar-li de donar forma i la van presentar a una convocatòria d’idees de TV3. Va quedar entre les 20 idees preseleccionades de 66, originalment previstes per al Canal 33, i va acabar entre les 7 seleccionades. El nou programa es va estrenar el 6 de juliol del 2023 amb l'emissió dels dos primers episodis, estrena feta de forma molt discreta, si bé va obtenir una audiència qualificada de "correcta" per premsa especialitzada.

## Capítols
El conjunt es pot veure en la corresponent pàgina del web de TV3.
| Núm. | Títol                        | Direcció                       | Guió                           | Data d'emissió original | Espectadors (milions) |
| --- | ---------------------------- | ------------------------------ | ------------------------------ | ----------------------- | --------------------- |
| 1 | «La ciutat dels Sants»       | Gil Pratsobrerroca Xumari Roca | Gil Pratsobrerroca Júlia Pujol | 6 de juliol de 2023     | 209.000 (13,7%)       |
| L'ajuntament de Vic, vol tirar endavant un pla revolucionari per situar la ciutat al centre del turisme europeu, consistent en generar un impacte mediàtic sense precedents amb l'organització d'una macro orgia pública a la Plaça Major. Entre les figures públiques que participen en el capítol fent d’elles mateixes, hi ha la periodista Laura Rosel, l'epidemiòleg Antoni Trilla, la psicòloga i sexòloga Elena Crespi, el director i actor de teatre Xevi Font, la cantant Suu, o l'humorista Godai Garcia, a més d'autoritats municipals de Vic com la regidora Bet Franquesa. |                              |                                |                                |                         |                       |
| 2 | «L'ADN de la terra»          | Gil Pratsobrerroca Xumari Roca | Gil Pratsobrerroca Júlia Pujol | 6 de juliol de 2023     | 149.000 (11,2%)       |
| La mort sense descendència directa d'un dels propietaris de vinya més important del Priorat planteja un problema terrible ja que centenars d'hectàrees de vinya podrien passar a mans de grans inversors si no apareix cap hereu legítim. Per això a la comarca s'inicia una investigació genealògica que conclou que n'hi ha dos, i aquests són el periodista Ramon Pellicer i la cuinera Carme Ruscalleda, els quals es resisteixen a fer públic el seu parentiu, si bé en la resolució hi tenen un paper clau els seus respectius fills, la tiktoker Martina Pellicer i el també cuiner Raül Balam. |                              |                                |                                |                         |                       |
| 3 | «Els bons Minyons»           | Gil Pratsobrerroca Xumari Roca | Gil Pratsobrerroca Júlia Pujol | 13 de juliol de 2023    | 189.000 (13,1%)       |
| Gràcies a la gran tasca d'investigació, l'equip del documental ha aconseguit revelar el secret de l'èxit dels Minyons de Terrassa: són cèlibes, no practiquen el sexe. Aquesta és l'estratègia dels malves per aconseguir tan bons resultats a les places castelleres catalanes, fins que un dia una parella trenca la norma. L'escàndol arriba a oïdes de la junta, que fins i tot es planteja la dissolució de la colla, ja que diversos castellers confessen que tampoc han mantingut el celibat. Aquest fals documental compta amb la participació del periodista Agustí Forné, l'actor i ex-enxaneta dels Minyons que hi surt com a cap de colla, en Biel Duran, l'atleta Sara Gallego i l'escriptora Isabela Vargas. |                              |                                |                                |                         |                       |
| 4 | «Operació Maria»             | Gil Pratsobrerroca Xumari Roca | Gil Pratsobrerroca Júlia Pujol | 13 de juliol de 2023    | 127.000 (10,5%)       |
| Entre les diferents propostes que es posen sobre la taula per plantar cara a un imparable avenç del mar i, conseqüentment, a una inexorable pèrdua de terreny cultivable del Delta de l'Ebre, pels efectes del canvi climàtic i l'escalfament global, n'hi ha una que té molt potencial, tot i que posa en risc tota la tradició agrícola de la zona: substituir els camps d'arròs per CBD, el Cannabis legal sense THC, és a dir, marihuana. El programa compta amb diverses col·laboracions com ara la cantant ebrenca Montse Castellà. |                              |                                |                                |                         |                       |
| 5 | «L'altra cara de Montserrat» | Gil Pratsobrerroca Xumari Roca | Gil Pratsobrerroca Júlia Pujol | 20 de juliol de 2023    | 259.000 (15,6%)       |
| Sovint s'ha plantejat el projecte de convertir la muntanya de Montserrat en el Mount Rushmore català esculpint-hi les cares de les personalitats més destacades del nostre país. Però ara sembla que el projecte va de debò. Al darrere, com a mecenes, hi ha una cantant catalana de Sant Esteve Sesrovires que està triomfant arreu del món. Amb aquesta acció vol reivindicar el paper de la dona i del mestissatge en el món de la música, de la cultura i de la societat esculpint el seu rostre a la muntanya sagrada. |                              |                                |                                |                         |                       |
| 6 | «Terreny pantanós»           | Gil Pratsobrerroca Xumari Roca | Gil Pratsobrerroca Júlia Pujol | 20 de juliol de 2023    | 137.000 (10,1%)       |
| Dos periodistes investiguen el suïcidi d'una persona al pantà de Sau. Allà, malgrat l'estranya actitud de la població dels habitants de Sant Pere de Sau i la seva manca total de col·laboració, faran una sèrie de descobriments que vincularan el suïcidi a una secta relacionada amb les criptomonedes. Finalment aconseguiran destapar una perillosa trama i aflorarà una sorprenent veritat que tindrà unes conseqüències d'abast mundial. El programa compta amb diverses col·laboracions com ara la del youtuber i expert en sectes Carles Tamayo. |                              |                                |                                |                         |                       |
| 7 | «La rave del Parlament»      | Gil Pratsobrerroca Xumari Roca | Gil Pratsobrerroca Júlia Pujol | 27 de juliol de 2023    | 175.000 (11,4%)       |
| Fa molt temps que els Mossos d'Esquadra intenten detenir el narcotraficant més buscat d'Europa i que opera a Catalunya. Està fortament aïllat i blindat. El seu taló d'Aquil·les és el luxe, les excentricitats i les festes privades. Per això els Mossos creuen que l'única forma d'atrapar-lo "in fraganti" és muntant la festa més exclusiva, extravagant i extraordinària que s'hagi fet mai, i en un lloc absolutament inversemblant: una festa "rave" al Parlament de Catalunya, l'edifici que tenen millor controlat els cossos policials. |                              |                                |                                |                         |                       |
| 8 | «El pla de Banksy»           | Gil Pratsobrerroca Xumari Roca | Gil Pratsobrerroca Júlia Pujol | 27 de juliol de 2023    | 113.000 (8,5%)        |
| L'artista urbà contemporani més famós i, a la vegada, més anònim és Banksy. Durant la passada pandèmia i confinament Banksy va canviar sobtadament d'estratègia i va centrat la major part de la seva obra només a Catalunya. Qui és Banksy? És un artista o un vàndal?... o és una empresa? En el documental es relaten i s'investiguen tres accions performatives i sorprenents que Banksy ha fet recentment a Catalunya en col·laboració amb personatges del nostre país: una sobre la complexa mobilitat a Barcelona, una segona per posar en evidència les idees retrògrades de l'ultra catolicisme i una darrera per denunciar la cultura de masses. Hi participen el cantant Albert Pla, l'humorista, dibuixant i escriptor Miquel Noguera, la humorista Ana Polo, el guionista i humorista Marc Sarrats, la comunicadora i creadora de continguts digitals Laura Grau i el periodista Eloi Vila. |                              |                                |                                |                         |                       |
| 9 | «Emergència espacial»        | Gil Pratsobrerroca Xumari Roca | Gil Pratsobrerroca Júlia Pujol | 3 d'agost de 2023       | Sense anunciar        |
| Uns estudiants universitaris que van estar treballant en el disseny i la producció del nanosatèl·lit Enxaneta van implantar un xip al software de l'aparell per geolocalitzar en temps real tots els controls d'alcoholèmia de Catalunya. Ara els estudiants disposen d'aquesta informació, que difonen per diferents vies, canals i xarxes als joves catalans. A conseqüència d'això els joves no passen pels punts on hi ha controls i la policia catalana es troba al límit. Hi participa, entre d'altres, la periodista especialitzada en crònica negra Mayka Navarro. |                              |                                |                                |                         |                       |